# Sluk
Sluk var ett efternamn som bars av medlemmar av frälseätten Sluk från Åland under medeltiden. Ätten förlorade sin frälsestatus innan Sveriges Riddarhus grundades 1625, varför den aldrig introducerades där som adelsätt.
Vapen: En källa visar en delad sköld i blått och rött, men på Rötters anbytarforum hävdas detta felaktigt, men att några medlemmar förde äldre ätten Kurcks (Svärd) vapen.

## Historia
Släkten Sluk betecknas av Jully Ramsay i Frälsesläkter i Finland intill stora ofreden som knapadel på Åland, men är nämnd under åren 1300–1600 i Finlands nationalbiografi, ett samlingsverk bestående av mer än 6 000 korta biografier över betydelsefulla finländare samt personer och släkter med anknytning till Finland.
- Torkil Nilsson (Sluk), var faste på Åland 1367 [3]
- 1494 nämns väpnaren Nils Jönsson (Sluk), häradshövding på Åland.[4]

Ätten förlorade sin frälsestatus två gånger under 1500-talet, och det är okänt om levande ättlingar existerar idag, samt anknytningen till de två personerna med namnet Sluk som nämns nedan under sektionen oklarheter.

## Stålhandske?
Oklart är också om ätten lever vidare genom ätten Stålhandske vilket Gabriel Anrep skriver i Svenska adelns ättar-taflor och där de första generationerna i ätten Stålhandske benämnes Sluk. I Wrangel & Bergströms Svenska adelns ättartavlor, sägs följande om adliga ätten Stålhandske (98): Ätten lär härstamma från en Jöns Sluk, som uppgifves ha levat 1445 och varit af en gammal finsk adlig släkt. Hans sonsons son, ståthållaren på Viborg slott Joen Töresson (Tyrilsson), fick förnyelse på sitt adelskap 1574 och kallade sig Stålhandske; dennes son, Hans, introducerades 1625.
Detta har tillbakavisats av den finländske genealogen Jully Ramsay som i sitt arbete Frälsesläkter i Finland intill stora ofreden framhåller, att intet annat samband finnes mellan ätterna Sluk och Stålhandske än att Harald Tyrilssons svärmoder Anna Nilsdotter var syster till nämnde Tyril Nilsson Sluk, samt anser för sannolikt, att stamfadern Tyril varit en svensk frälseman, som själv eller genom sitt gifte tillhört samma släkt som den år 1565 adlade svenska ätten Stålhandske i Västergötland.

## Utvalda personer ur ätten
1. Nils Jönsson Sluk till Grelsby i Finströms socken, Åland. År 1505 klagades av hövitsmannen på Kastelholm hos riksföreståndaren Svante Nilsson (Sture) att denne Nils Jönsson med sin svåger Kort Hartviksson tredskat och stannat på sin gård när uppbåd skedde att tillbakaslå konung Hans folk. Gift före 1500 med Karin Fleming, dotter till Henrik Fleming (död före året 1477 (nr 4) och Valborg Jönsdotter Tavast, uradel. Hon gav till kapellet i Geta sin gård Brännbolstad i Sunds socken (nuvarande Sund-Vårdö församling), vilken hennes svärson Henrik Jönsson Lapp igenlöste.
  1. Erik Sluk, frälseman på Åland. Kung Gustav Vasa utfärdade 9 september 1526 befallning till fogden på Kastelholm, Torsten Salomonsson, att taga borgen af Erik Sluk för den handling han haver och gör allmogen därmed ovillig. Rymde "förrädeligen af landet". Gift med  Anna Gustavsdotter Slatte, dotter till väpnaren Gustav Slatte (nr 97), levde 1481, och Brita Pedersdotter (Svärd, äldre ätten) (hon var senare gift med Fader Persson).[2]
  2. Peder Sluk, ärvde efter sin mors syster, Brita Fleming, änka efter väpnaren Kort Hartviksson, Kodbolstad gods (Bolstaholm) i Finströms socken, vilket var hennes morgongåva. Genom hans uraktlåtenhet att göra rusttjänst förbröts Kodbolstad under kronan, men återgavs honom 1560. Gift. Hade två döttrar, vilka ingick ofrälse gifte och därmed förverkade sin rätt att ärva frälsegods.
    1. Anna Nilsdotter, levde 1556. — Gift l) med fogden på Kastelholm Henrik Jönsson Lapp, som 1527 9/7 fick evigt frälse på Haga i Saltvik socken, 2) med Lasse Mattsson, levde 1556.
    2. Elin Nilsdotter. Sålde 1547 ett litet frälsegods, Intola i Masku socken, till Ivar Fleming. Hon var i tjänst som "nyckelpiga" först hos Joakim Fleming på Yläne i Pöyttis och Lepsta i Virmo, begav sig sedan till Ivar Fleming och blev hos honom på Sundholm gift med en tysk, Peder Tytting - Peder Tytting nämns under 1550-talet såsom frälseägare på Åland.
    3. Brita Nilsdotter. Gift med Henrik. Hade en son, Johan Henriksson, som ägde en tredjedel i Kodbolstad, och 1578, ryttare under hovfanan, kom hem till Åland från fälttåg i Ryssland.

## Oklarheter
Till ovanstående släktledning kan inte föras: Göran Sluk 1597 i Björsby, Jomala socken och Olof Sluk 1547 i Hulta, Sunds socken.